# شینوبو ساتوچی
شینوبو ساتوچی (انگلیسی: Shinobu Satouchi؛ زادهٔ ۱۱ فوریهٔ ۱۹۵۸) صداپیشگی در ژاپن، و معمار اهل ژاپن است.